# Gaston, Bá tước xứ Eu
Thân vương Gaston xứ Orleans, Bá tước xứ Eu (tiếng Pháp: Louis Philippe Marie Ferdinand Gaston; 28 tháng 4 năm 1842 – 28 tháng 8 năm 1922) là một Thân vương và chỉ huy quân sự người Pháp đã chiến đấu trong Chiến tranh Hispano-Maroc và Chiến tranh Paraguay. Ông là con trai đầu lòng của Louis, Công tước xứ Nemours và Thân vương nữ Victoria xứ Sachsen-Coburg và Gotha. Gaston kết hôn với Hoàng nữ Isabel, con gái của Hoàng đế Pedro II của Brasil và là người thừa kế ngai vàng Đế quốc Brasil.
Thông qua bố của mình, Gaston là cháu nội của Louis-Philippe I của Pháp và Maria Amalia của Hai Sicilia. Thông qua mẹ, ông là cháu ngoại của Ferdinand xứ Sachsen-Coburg và Gotha và Mária Antónia Koháry xứ Csábrág và Szitnya, người thừa kế duy nhất của Nhà Koháry, một trong ba chủ đất giàu có nhất Vương quốc Hungary.
Cuộc hôn nhân giữa ông và Hoàng nữ Isabel của Brasil đã tạo ra Nhà Orléans-Braganza, nếu Đế quốc Brasil không bị lất đổ thì vương tộc này sẽ trị vì đế chế Brasil.